# Herrskap i frack
Herrskap i frack (engelska: Peculiar Penguins) är en amerikansk animerad kortfilm från 1934. Filmen ingår i Silly Symphonies-serien.

## Handling
En pingvinpojke vill uppvakta sin flickvän med två presenter. Den ena är en glass gjord på snö och den andra är en fisk han själv fångar. Fisken visar sig vara en blåsfisk som gör att pingvinflickan sväller upp, men när hon sedan blir jagad av en haj bestämmer sig pingvinpojken för att rädda henne och de återförenas snart igen.

## Om filmen
För att pingvinernas rörelser skulle kännas realistiska användes levande pingviner i animationsstudion som modeller, något som uppmärksammades i The New York Times och Woman's Home Companion.
Trots att filmen inte innehåller någon dialog överhuvudtaget, namngavs pingvinerna som Peter och Polly under manusprocessen.
Filmen fanns även med i tidningsstrippen Silly Symphony, då med titeln "Penguin Isle" och varade från 1 juli till 19 september 1934.
Filmen hade svensk premiär den 18 mars 1935 och visades på biografen Röda Kvarn i Stockholm.
Filmen finns utgiven på DVD.

## Rollista
- Clarence Nash – pingviner, haj
- Jimmie Cushman – sång
- Lester Dorr – sång
- Jack Mower – sång[7]